# The Comeback (Fernsehserie)
The Comeback ist eine US-amerikanische Comedyserie des Senders HBO. Die Idee zur Serie hatten die aus der Fernsehserie Friends bekannte Schauspielerin Lisa Kudrow und der durch Sex and the City bekannt gewordene Produzent Michael Patrick King. Die Serie wurde erstmals 2005 ausgestrahlt, jedoch nach einer Staffel abgesetzt. Im April 2014 belebte HBO die Serie wieder und bestellte eine zweite Staffel, die im November und Dezember 2014 ausgestrahlt wurde. Die deutschsprachige Erstausstrahlung sendet der Pay-TV-Sender Sky Atlantic HD seit dem 24. Juni 2015.

## Handlung

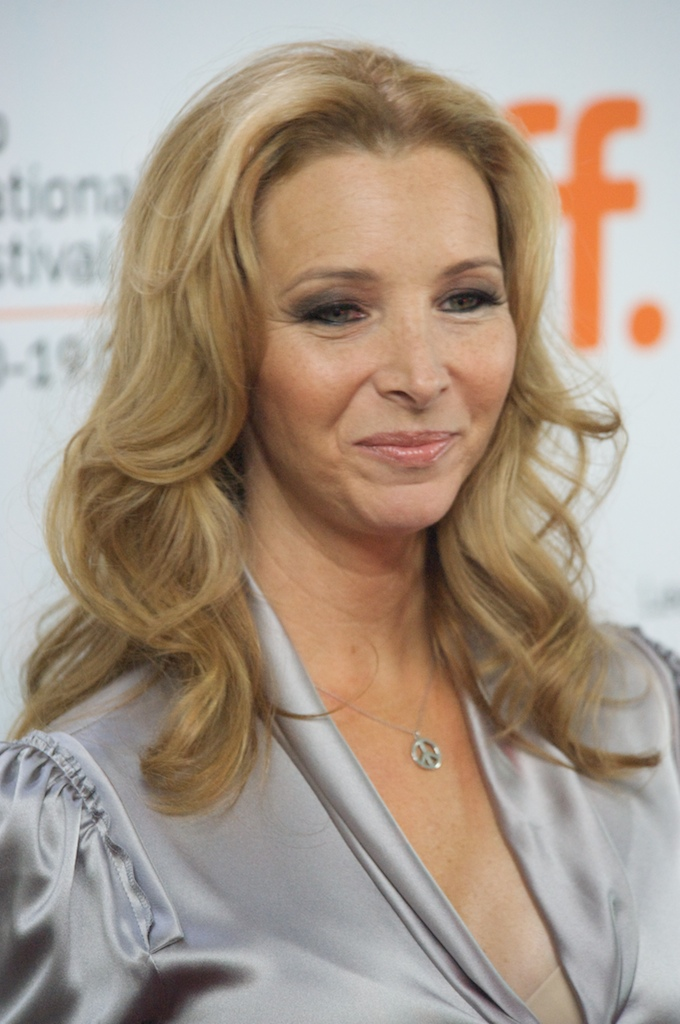
Lisa Kudrow spielt Valerie Cherish

Valerie Cherish ist eine ehemalige Sitcom-Darstellerin. Ihrer Rolle in dieser Sitcom verdankt sie ihre Berühmtheit. Obwohl sie eigentlich zuerst nur als Nebenrolle eingeplant war, wurde sie später in den Hauptcast befördert, war allerdings unter ihren Kollegen immer der Außenseiter. Nachdem ihre Sitcom vor einigen Jahren abgesetzt wurde, versucht sie nun, eine neue Rolle zu bekommen. Dies wird allerdings dadurch erschwert, dass sie mittlerweile im Business als alt angesehen wird und zudem immer mit ihrer alten Serienrolle in Verbindung gebracht wird. Um eine neue Rolle zu bekommen, stellt der Sender Valerie die Bedingung, dass eine Reality-Show über sie produziert wird. Als Folge wird sie nun von zwei Kamerateams begleitet.

## Besetzung
Die Synchronisation der Serie wurde bei der Hermes Synchron nach einem Dialogbuch von Änne Troester unter der Dialogregie von Cornelia Meinhardt erstellt.
| Rollenname      | Schauspieler          | Hauptrolle | Nebenrolle | Synchronsprecher   |
| --------------- | --------------------- | ---------- | ---------- | ------------------ |
| Valerie Cherish | Lisa Kudrow           | 1.01–2.08  |            | Sabine Jaeger      |
| Jane Benson     | Laura Silverman       | 1.01–2.08  |            | Ulrike Stürzbecher |
| Mark Berman     | Damian Young          | 1.01–2.08  |            | Oliver Siebeck     |
| Mickey Deane    | Robert Michael Morris | 1.01–2.08  |            | Christian Gaul     |
| Paulie G.       | Lance Barber          | 1.01–2.08  |            | Bernhard Völger    |
| Tom Peterman    | Robert Bagnell        | 1.01–1.13  |            | Peter Lontzek      |
| Juna Millken    | Malin Åkerman         | 1.01–1.13  | 2.01, 2.08 | Esra Vural         |
| Chris MacNess   | Kellan Lutz           | 1.01–1.13  | 2.08       | Stefan Günther     |
| Jesse Wood      | Jason Olive           | 1.01–1.13  |            | Karlo Hackenberger |

| Rollenname | Schauspieler      | Nebenrolle                             | Synchronsprecher    |
| ---------- | ----------------- | -------------------------------------- | ------------------- |
| Franchesca | Vanessa Marano    | 1.02–1.13                              | Friedel Morgenstern |
| Gigi       | Bayne Gibby       | 1.03, 1.04, 1.06–1.07, 1.09, 1.11–1.13 | Wicki Kalaitzi      |
| Milo       | Bill Escudier     | 1.01, 1.03–1.04, 1.06, 1.09, 1.12–1.13 | Frank Schröder      |
| Eddie      | Tom Virtue        | 1.03–1.04, 1.07, 1.09, 1,12–1.13       | Tim Moeseritz       |
| Peter      | Nathan Lee Graham | 1.01–1.02, 1.07, 1.10, 1.12–1.13       | Rainer Fritzsche    |
| Tyler Beck | Mark L. Young     | 2.01–2.08                              | Julius Jellinek     |
| Seth Rogen | Seth Rogen        | 2.03–2.04                              | Tobias Kluckert     |

## Produktion und Ausstrahlung
Die Serie startete am 5. Juni 2005 nach einer Folge von Entourage. Die 13 Folgen der ersten Staffel wurden vom 5. Juni bis zum 4. September 2005 ausgestrahlt. Im selben Monat gab HBO die Absetzung der Serie wegen zu niedriger Quoten bekannt.
Nachdem die Serie in den folgenden Jahren sehr viel Kritikerlob erhalten hatte und sogar von der Zeitschrift Entertainment Weekly 2009 unter die 10 Best TV Shows of the Decade gewählt wurde, gab HBO rund fünf Jahre später, im April 2014, eine zweite Staffel bestehend aus acht Folgen in Auftrag. Anfang Juni 2014 wurde bekannt, dass die Schauspieler Kellan Lutz und Malin Åkerman auch an der neuen Staffel der Serie beteiligt sein werden. Die Beteiligung der beiden war längere Zeit ungewiss, da Lutz durch die Twilight – Bis(s) zum Morgengrauen-Filme weltweite Bekanntheit erlangt hatte und auch Åkermann durch den Film Watchmen – Die Wächter zu einer international gefragten Schauspielerin geworden ist. Letzten Endes trat Åkermann in der ersten und der letzten Folge der zweiten Staffel auf, Lutz lediglich ebenfalls in der letzten Folge der zweiten Staffel.
Die Ausstrahlung der zweiten Staffel erfolgte vom 9. November bis zum 28. Dezember 2014 zusammen mit der letzten Staffel von The Newsroom und der Serie Getting On.
Zunächst wurde im April 2015 noch durch Kudrow in einem Interview bekannt gegeben, dass HBO eine dritte Staffel der Serie bestellt habe, bei der Kudrow und King vom Sender freie Hand über die Produktion bekommen, auch was die Dauer der Planung beträfe. Mit Stand Januar 2018 wurde diese Aussage jedoch soweit abgeändert, als dass es aktuell von Seiten HBOs keine Pläne für eine dritte Staffel der Serie gäbe.

## Rezeption
Die erste Staffel der Serie erhielt bei Metacritic ein Metascore von 58/100 basierend auf 25 Rezensionen.
Die zweite Staffel der Serie erhielt bei Metacritic ein Metascore von 71/100 basierend auf 24 Rezensionen.